# Zoi Sadowski-Synnott
Zoi Sadowski-Synnott (n. 6 martie 2001, Sydney, Noul Wales de Sud, Australia) este o sportivă ce a reprezentat Noua Zeelandă, medaliată olimpică. A participat la 2 ediții ale Jocurilor Olimpice (2018, 2022) în care a câștigat o medalie de aur și o medalie de bronz.